# Cervecería Bass

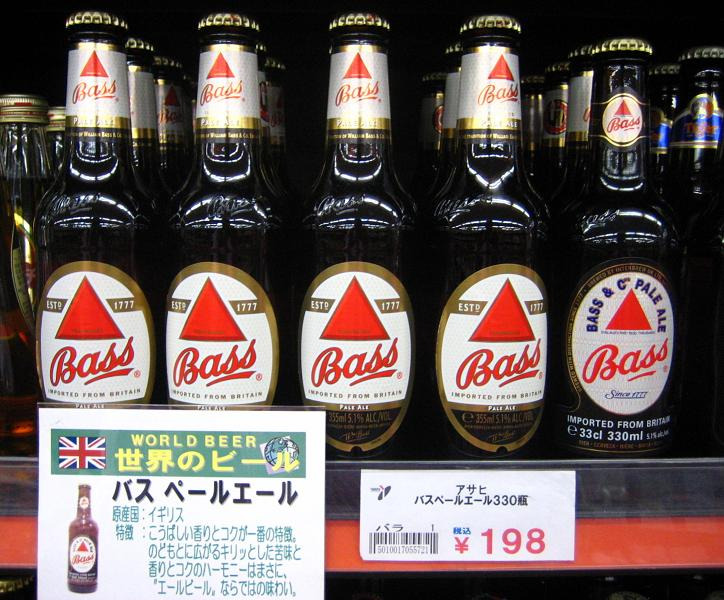
Botellas de cerveza bajo a la venta en una tienda de licores en Iizaka, Fukushima, Japón.

La Cervecería Bass (Bass Brewery) fue fundada en 1777 por William Bass en Burton on Trent, Inglaterra. Su marca principal fue Bass Pale Ale. Se convirtió en una de las principales fábricas de cerveza en el Reino Unido, y Bass Pale Ale fue exportada a todo el Imperio británico, el distintivo triángulo rojo se convirtió en la marca registrada número uno en el Reino Unido.
La compañía tomó el control de una serie de grandes fábricas de cerveza en el siglo XX, y en 1960 se fusionó con Cervecería Charrington Unidos para convertirse en la mayor empresa de fabricación de cerveza, Bass Charrington. Las operaciones de elaboración de la cerveza de la compañía fueron compradas por Interbrew (ahora InBev, Anheuser-Busch), en 2000, mientras que al sector minorista (hoteles y explotaciones pub) fueron renombrados Six Continents plc.
La comisión de competencia del gobierno del Reino Unido estaban preocupados por las consecuencias derivadas de monopolio de la oferta, y encargó a Interbrew para abandonar algunas marcas (la Carling y marcas Worthington) a Coors (ahora Molson Coors Brewing Company), pero permitió mantener a Interbrew los derechos de la marca Bass Pale Ale.
Para preparar una versión de Bass Pale Ale era elaborada bajo contrato en Burton por la cervecería de Marston de InBev, mientras que era embotellada y versiones de barril se elaboran en la propia cervecería InBev en Samlesbury para la exportación.

## Historia
La fábrica de cerveza Bass fue creada por William Bass en 1777 y fue una de las primeras fábricas de cerveza en Burton sobre Trent. Antes de establecer su fábrica de cerveza, Bass transportaba cerveza inglesa a una fábrica de cerveza con el nombre de Benjamín Printon; Bass vendió esta empresa transportista a la familia Pickford, utilizando los fondos para establecer su propia fábrica de cerveza.

Tempranamente en la historia de la compañía, Bass estaba exporto cerveza embotellada en todo el mundo con el comercio del Báltico través del puerto de Hull. La creciente demanda condujo a la construcción de una segunda cervecería en Burton sobre Trent en 1799 por Michael Bass, hijo del fundador, que entró en asociación con John Ratcliff. El agua producida a partir de pozos de sondeo en la localidad se hizo popular con los fabricantes de cerveza, con 30 fábricas de cerveza diferentes que operan en la mitad del siglo XIX. Un hijo de Michael, otro Michael, logró sobre la muerte de su padre en 1827, renovó la alianza Ratcliff y trajo a John Gretton, y creó la compañía de ’Bass, Ratcliff y Gretton "como objeto de comercio en el siglo 19.
La apertura del ferrocarril a través de Burton en 1839 condujo a Burton a convertirse en una ciudad cervecera. A mediados de la década de 1870, Bass, Ratcliff y Gretton representaron un tercio de la producción de Burton. La compañía se convirtió en sociedad anónima en 1888, tras la muerte de Michael en 1884, que fue sucedido por su hijo, otro Miguel, más tarde Lord Burton.

Ambos Michael Bass y lord Burton fueron considerados filantropitos con amplias donaciones de caridad a las ciudades de Burton y Derby. A principios del siglo XX, en un mercado en declive, muchas fábricas de cerveza Burton cerraron. El número se redujo de veinte en el 1900 a ocho en 1928. Bass se hizo cargo de las fábricas de cerveza de Walkers, en 1923, Worthington y Thomas Sal en 1927 y James Eadie en 1933.
Bass fue una de las treinta empresas originales en la Bolsa de Londres, cuando la lista fue establecida en 1935. En el siguiente medio siglo, Bass mantuvo su dominio en el mercado del Reino Unido por la adquisición de otras empresas cerveceras como Birmingham-based Mitchells & Butlers (1961), London cervecería Charringtons (1967), Cervecería Sheffield William Stones Ltd (1968) y Grimsby-based Hewitt Brothers Limited (1969) (con el total de las compañías conocidas como Bass, Mitchells and Butlers or Bass Charrington en varias ocasiones).
El negocio cervecero Bass plc fue comprado por la cervecera belga Interbrew (ahora InBev) en junio de 2000, cuando el hotel y el resto de las explotaciones pub fueron renombrados Six Continents plc.
Después de que la Comisión de Competencia había considerado potencial las preocupaciones monopolio, la operación resultante, Interbrew eliminó Bass Brewers Limited (incluidas las marcas Carling y Worthington) a Coors (ahora Molson Coors Brewing Company), pero mantuvo los derechos a la producción de cerveza Bass.
La cerveza fue producida bajo licencia por Coors, que conservaba la capacidad de elaboración de la cerveza Bass. Bass Brewers Limited fue rebautizado Coors Brewers Limited. La licencia de producción llegó a su fin en 2005, y la licencia para elaborar cerveza Bass, se ha incorporado por Wolverhampton & Dudley Cervecerías PLC, que comenzaron la producción en la fábrica de cerveza de Marston, también in Burton. Botellas y barriles Bass, los tipos exportados a los EE. UU. con un mayor contenido de alcohol, ya no se fabrica en Burton y ahora son importados por Anheuser-Busch.
Junto a la fábrica de cerveza, el Bass Museum of Brewing, rebautizado como Centro de Visitantes y Coors Brewing El Museo de la era Burton en Trent fue la atracción turística más grande, hasta que cerró por Coors en junio de 2008. Un grupo de dirección ha sido establecida para investigar la reapertura del museo y el museo se espera que vuelva a abrir en 2010.

## Separación
El negocio cervecero Bass fue comprado por la cervecera belga Interbrew (ahora InBev) en junio de 2000, cuando el hotel y las participaciones restantes han pasado a denominarse pub Six Continents.
Después de la Comisión de la Competencia ha examinado los problemas de monopolio potencial derivados de la operación, Interbrew eliminó Bass Brewers Limited (incluida la Carling y marcas Worthington) de Coors (ahora Molson Coors Brewing Company), pero conservó los derechos bajo la producción de cerveza .

## Mercadeo

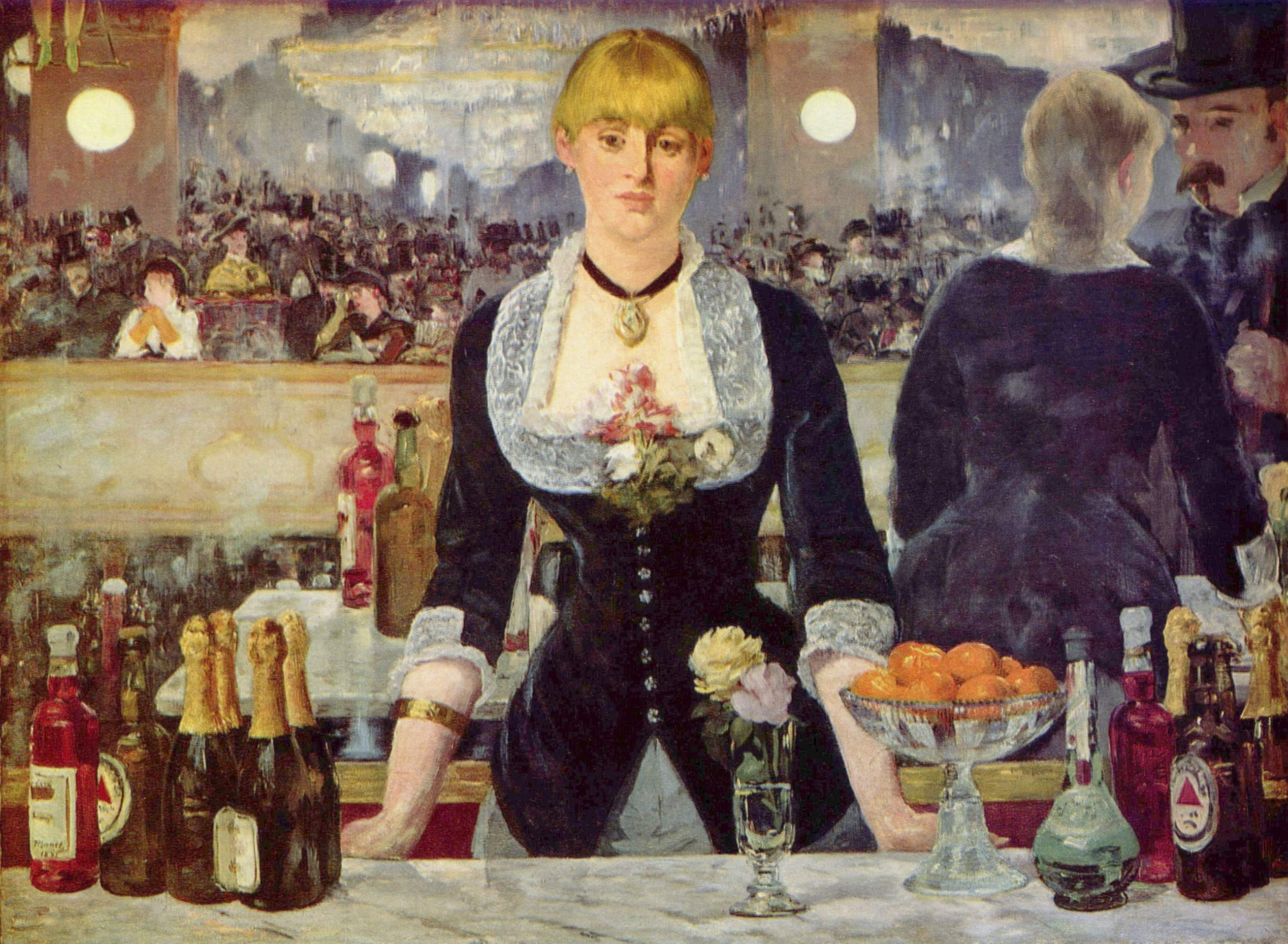
Botellas de Bass junto a champán en la pintura de Edouard Manet de 1882 Bar en las Folies Bergeres

### El logo del triángulo rojo
Bass fue pionero en la comercialización de marcas internacionales. El triángulo rojo fue la primera marca que se registró con el Comercio del Reino Unido, UK’s Trade Mark Registration Act (ley de registro de las marcas registradas del Reino Unido), marca el número 1.
La Ley de 1875 entró en vigor el 1 de enero de 1876 y que en víspera de Año Nuevo, un empleado bajo esperó toda la noche fuera de la oficina de registro, a fin de ser el primero en la cola para registrar una marca a la mañana siguiente. De hecho, bajo, Ratcliff y Gretton Limited recibió los dos primeros registros, siendo el primero el triángulo rojo bajo su Pale Ale, y la segunda la Red Diamond Bass por su cerveza fuerte. Las marcas comerciales son propiedad de Brandbrew SA, una filial de Interbrew con sede en Luxemburgo.
Bass es el principal patrocinador de Bristol Rugby para el año 2006/07 y para que el logotipo de un triángulo rojo aparezca destacado en el equipo de casa y en las camisetas de afuera. Bass es también un importante patrocinador de Pontypridd RFC durante la temporada 2009-2011, y el triángulo rojo aparecerá en la parte trasera de las camisetas del partido 16.

### Shandy Bass
En el Reino Unido también existe una bebida llamada Shandy Bass, introducida en 1972. Es una cerveza con limonada hecha con cerveza Bass, que se mezcla de tal manera que contiene 0,5% de alcohol por volumen. Es producida por Britvic. Britvic también se fabrica la marca cubierta superior del Shandy hasta mediados de la década de 1990.

## Bass en Irlanda
Bass se introdujo en Irlanda en 1960 por los fabricantes de cerveza de Beamish Cork base y Crawford. La cerveza de su popularidad hasta 1980 cuando las ventas comenzaron a declinar. El lema de Bass en Irlanda, “Ah that´s Bass!” se convirtió en parte del lenguaje corriente en Irlanda para describir el alivio de la sed. Muchos signos de metal con el lema todavía son visibles en muchos pubs en Irlanda. Disfrutó de un resurgimiento temprano en los años 90 en Tennents Irlanda, pero una vez más caía, posiblemente debido a la falta de cualquier campaña de publicidad concertada. Los intentos de revivir la cerveza en virtud de In Bev también fracasó.
Bass en Arte Botellas de cerveza Bass puede ser vistas junto con el champán en el bar de Folies-Bergère en la pintura de Edouard Manet, de 1882.
Aunque en la actualidad el triángulo rojo ha sido eclipsada por las marcas más grandes, la fuerza del logotipo puede ser visto por su aparición en el arte y la literatura a través de la historia. Botellas de Bass Pale Ale que llevan el triángulo pueden ser vistas en el las pintura de Edouard Manet en1880, en el bar en Folies-Bergère. Botellas de Bass también puede ser vistas en más de 40 pinturas de Picasso, en su mayoría a la altura de su periodo cubista alrededor de 1914. Algunas de sus pinturas en la época incluían elementos de collage, y siempre bajo la etiqueta de un símbolo audaz conveniente que hubiera sido tan reconocido de inmediato para la época (por ejemplo, Ma Jolie, de Verre, violon et bouteille de Bass & Bass de Bouteille, verre et journal .).
• El artista español Juan Gris siguió el ejemplo de Picasso y ha incluido el triángulo rojo en sus cuadros cubistas de la década de los 1920, sobre todo en La Bouteille de Bass, de 1925.
• En " Oxen of the Sun" de Ulises de James Joyce, los estudiantes de medicina estaban bebiendo bajo en un pub cerca del hospital de maternidad. La Intersección de Joyce de diversos motivos utiliza el triángulo (Sicilia, la isla triangular, sede de Helios y sus rebaños de bueyes de la Odisea ) símbolo de la etiqueta que representa a Tauro (Alpha, una estrella en Tauro, Alpha también significa principio) o el Toro (bueyes ) en un símbolo de la fertilidad (la maternidad).
• John Emms un estudiante de Lord Leighton se convirtió en un prolífico pintor de animales especialmente los perros, incluso recubiertos Smooth Fox Terrier, que muestra una botella de Bass en el fondo y virreinal que también muestra a un perro con una botella de Bass.
•La pintura de Charles Spencelayh, The Steward, que representa a un administrador de la apertura de una botella de Bass, puede haber sido encargado de la fábrica de cerveza para ser utilizado en la publicidad.
• Morris Blackburn lo utiliza en un grabado en madera, Still Life (Bass Ale) (1939).
• Levi Wells Prentice incluye una botella en la Naturaleza muerta con bajos Ale, c. De 1890, también muestra la marca de la cabeza de perro de uno de los importadores estadounidenses de Bass.
• Ilustraciones de Arthur Rackham para El viento en los sauces, de Kenneth Grahame, utilizar el logotipo para representar a la cerveza Bass.
• Quentin Blake mostró una botella de Bass en una de sus ilustraciones para el libro de Roald Dahl La Twits.
• Más recientemente Tom Mabon caracteriza Bass cerveza en la cerveza y frutas pintado en 1999.